# Дедовщина (Кролевецкий район)
Дедовщина (укр. Дідівщина) — село, Гречкинский сельский совет, Кролевецкий район, Сумская область, Украина.
Код КОАТУУ — 5922682204. Население по переписи 2001 года составляло 153 человека .

## Географическое положение
Село Дедовщина находится на берегу реки Глистянка. Село состоит из нескольких частей, разнесённых на расстояние до 1 км. В 1-м км от села расположены сёла Заречье, Пасека и Крещатик. К селу примыкает лесной массив (сосна, берёза).

## Экономика
- Новомосковский крахмальный завод.